# Europejski Trybunał Obrachunkowy

Siedziba Trybunału w Luksemburgu

Europejski Trybunał Obrachunkowy (ang. European Court of Auditors, fr. Cour des comptes européenne) – instytucja Unii Europejskiej kontrolująca wykonanie budżetu oraz wpływy i wydatki Wspólnot Europejskich. Działa od 18 października 1977. Powołany został na mocy tzw. II traktatu budżetowego z 22 lipca 1975 (wówczas jako organ wspólnotowy, jako instytucja funkcjonuje od Traktatu z Maastricht). Siedzibą Trybunału jest Luksemburg.

## Skład i organizacja
Składa się z 27 rewidentów powoływanych na okres 6 lat przez Radę UE. Ponowne mianowanie jest możliwe. Członkowie ze swojego składu wybierają prezesa Trybunału Obrachunkowego na okres 3 lat. Gwarancją niezależności jest przepis art. 247 ust. 6 TWE stanowiący, że oprócz zwykłego zastąpienia lub śmierci członek Trybunału przestaje pełnić swój obowiązek jedynie z chwilą rezygnacji lub dymisji orzeczonej przez Trybunał Sprawiedliwości. Rada określa zasady zatrudniania prezesa i członków. Trybunał mianuje swojego Sekretarza Generalnego.
Trybunał zatrudnia 250 kontrolerów, a liczba wszystkich pracowników wynosi ok. 760.

## Zadania i kompetencje
Kontroluje rachunki wszystkich ciał Wspólnot. Trybunał przedkłada Parlamentowi i Radzie UE oświadczenia o wiarygodności dokumentów księgowych, a także zgodność z prawem i prawidłowość wszelakich transakcji.
Trybunał w każdej chwili może przedstawić uwagi w formie sprawozdań, ma również moc kontroli poszczególnych zrzeszonych członków.

## Sposób działania
Jest stale działającą instytucją kolegialną. Prezes zwołuje i przewodniczy kolegiom, które odbywają się przy drzwiach zamkniętych.

## Prezesi trybunału
- 1977–1977: sir Norman Price (Wielka Brytania)
- 1977–1981: Michael Murphy (Irlandia)
- 1981–1984: Pierre Lelong (Francja)
- 1984–1989: Marcel Mart (Luksemburg)
- 1989–1992: Aldo Angioi (Włochy)
- 1993–1995: André Middlehoek (Holandia)
- 1996–1999: Bernhard Friedmann (Niemcy)
- 1999–2001: Jan O. Karlsson (Szwecja)
- 2002–2005: Juan Manuel Fabra Vallés (Hiszpania)
- 2005–2008: Hubert Weber (Austria)
- 2008–2016: Vítor Manuel da Silva Caldeira (Portugalia)[3]
- 2016–2022: Klaus-Heiner Lehne (Niemcy)
- od 2022: Tony Murphy (Irlandia)[4]